# Grammy Award alla miglior canzone R&B
Il Grammy Award alla miglior canzone R&B (Grammy Award for Best R&B Song) è un premio conferito al miglior brano musicale di genere R&B dell'anno precedente, istituito nel 1969.
Dal 1969 al 2000 è stato consegnato con il nome Miglior canzone Rhythm & Blues (Best Rhythm & Blues Song).
Il premio viene dato agli autori del brano.

## Vincitori e candidati

### 1960
- 1969
  - (Sittin' on) the Dock of the Bay, scritta da Otis Redding e Steve Cropper, eseguita da Otis Redding
  - Chain of Fools, scritta da Don Covay, eseguita da Aretha Franklin
  - Pickin' Wild Mountain Berries, scritta da Edward Thomas, Bob McRee e Clifton Thomas, eseguita da Peggy Scott e Jo Jo Benson
  - Who's Making Love, scritta da Homer Banks, Bettye Crutcher, Raymond Jackson e Donald Davis, eseguita da Johnnie Taylor
  - I Wish It Would Rain, scritta da Norman Whitfield, Barrett Strong e Roger Penzabene, eseguita da The Temptations

### 1970
- 1970

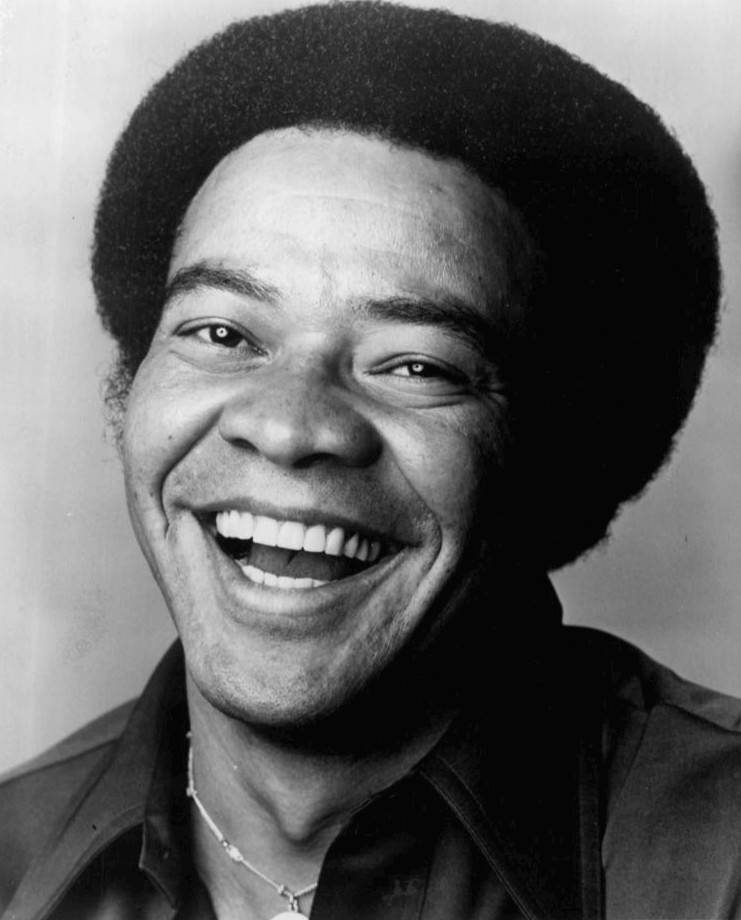
Bill Withers ha vinto 3 premi in questa categoria.

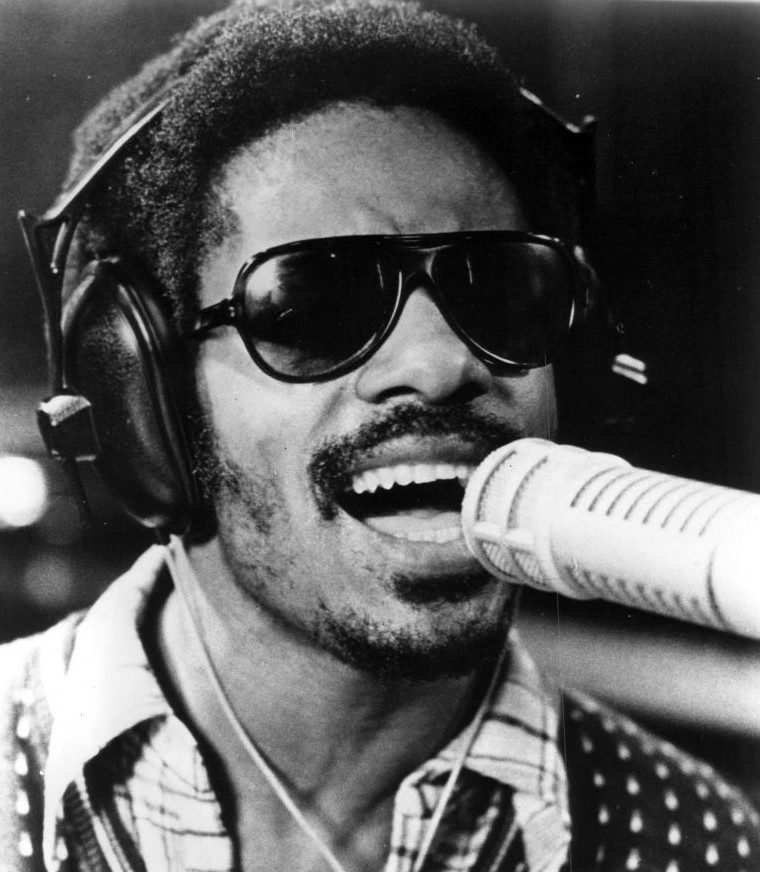
Stevie Wonder ha vinto 3 volte in questa categoria.

  - Color Him Father, scritta da Richard Lewis Spencer, eseguita da The Winstons
  - I'd Rather Be an Old Man's Sweetheart, scritta da Clarence Carter, George Jackson e Raymond Moore, eseguita da Candi Staton
  - Backfield in Motion, scritta ed eseguita da Mel & Tim
  - Only the Strong Survive, scritta da Kenneth Gamble, Leon Huff e Jerry Butler, eseguita da Jerry Butler
  - It's Your Thing, scritta da Rudolph Isley, O'Kelly Isley Jr. e Ronald Isley, eseguita da The Isley Brothers
- 1971
  - Patches, scritta da Ronald Dunbar e General Johnson, eseguita da Clarence Carter
  - Somebody's Been Sleeping in My Bed, scritta da Greg Perry, General Johnson ed Angelo Bond, eseguita da 100 Proof (Aged in Soul)
  - Groovy Situation, scritta da Russell Lewis e Herman Davis, eseguita da Gene Chandler
  - Signed, Sealed, Delivered, scritta da Stevie Wonder, Lee Garrett, Syreeta Wright e Lula Hardaway, eseguita da Stevie Wonder
  - Didn't I (Blow Your Mind This Time), scritta da Thom Bell e William Hart, eseguita da The Delfonics
- 1972
  - Ain't No Sunshine, scritta ed eseguita da Bill Withers
  - If I Were Your Woman, scritta da Clay McMurray, Laverne Ware e Pamela Sawyer, eseguita da Gladys Knight & the Pips
  - Never Can Say Goodbye, scritta da Clifton Davis, eseguita da The Jackson 5
  - Mr. Big Stuff, scritta da Joseph Broussard, Carol Washington e Ralph Williams, eseguita da Jean Knight
  - Smiling Faces Sometimes, scritta da Barrett Strong e Norman Whitfield, eseguita da The Undisputed Truth
- 1973
  - Papa Was a Rollin' Stone, scritta da Barrett Strong e Norman Whitfield, eseguita da The Temptations
  - Freddie's Dead, scritta ed eseguita da Curtis Mayfield
  - Me & Mrs. Jones, scritta da Kenneth Gamble, Leon Huff e Cary Gilbert, eseguita da Billy Paul
  - Back Stabbers, scritta da Leon Huff, Gene McFadden e John Whitehead, eseguita da The O'Jays
  - Everybody Plays the Fool, scritta da Rudy Clark, J.R. Bailey e Kenny Williams, eseguita da The Main Ingredient
- 1974
  - Superstition, scritta ed eseguita da Stevie Wonder
  - Midnight Train to Georgia, scritta da Jim Weatherly, eseguita da Gladys Knight & the Pips
  - Love Train, scritta da Kenneth Gamble e Leon Huff, eseguita da The O'Jays
  - Family Affair, scritta da Sly Stone, eseguita da Sly & the Family Stone
  - Cisco Kid, scritta ed eseguita da War
- 1975
  - Living for the City, scritta ed eseguita da Stevie Wonder
  - Dancing Machine, scritta da Hal Davis, Don Fletcher e Dean Parks, eseguita da The Jackson 5
  - Rock Your Baby, scritta da Harry Wayne Casey e Richard Finch, eseguita da George McCrae
  - For the Love of Money, scritta da Kenneth Gamble, eseguita da The O'Jays
- 1976
  - Where Is the Love, scritta da Harry Wayne Casey, Willie Clarke, Richard Finch e Betty Wright, eseguita da Betty Wright
  - Walking in Rhythm, scritta da Barney Perry, eseguita da The Blackbyrds
  - Ease on Down the Road, scritta da Charlie Smalls, eseguita da Consumer Rapport
  - Get Down Tonight, scritta da Harry Wayne Casey e Richard Finch, eseguita da KC and the Sunshine Band
  - That's the Way (I Like It), scritta da Harry Wayne Casey e Richard Finch, eseguita da KC and the Sunshine Band
- 1977
  - Lowdown, scritta da Boz Scaggs e David Paich, eseguita da Boz Scaggs
  - Misty Blue, scritta da Bob Montgomery, eseguita da Dorothy Moore
  - (Shake, Shake, Shake) Shake Your Booty, scritta da Harry Wayne Casey e Richard Finch, eseguita da KC and the Sunshine Band
  - Disco Lady, scritta da Harvey Scales, Al Vance e Don Davis, eseguita da Johnnie Taylor
  - Love Hangover, scritta da Pam Sawyer e Marilyn McLeod, eseguita da Diana Ross
- 1978
  - You Make Me Feel Like Dancing, scritta da Leo Sayer e Vini Poncia, eseguita da Leo Sayer
  - Don't Leave Me This Way, scritta da Kenneth Gamble, Leon Huff e Cary Gilbert, eseguita da Thelma Houston
  - Easy, scritta da Lionel Richie, eseguita da Commodores
  - Best of My Love, scritta da Maurice White ed Al McKay, eseguita da The Emotions
  - Brick House, scritta da Milan Williams, Walter Orange, Thomas McClary, William King, Lionel Richie e Ronald LaPread, eseguita da Commodores
- 1979
  - Last Dance, scritta da Paul Jabara, eseguita da Donna Summer
  - Use Ta Be My Girl, scritta da Kenneth Gamble e Leon Huff, eseguita da The O'Jays
  - Fantasy, scritta da Maurice White, Eddie del Barrio e Verdine White, eseguita da Earth, Wind & Fire
  - Boogie Oogie Oogie, scritta da Perry Kibble e Janice Marie Johnson, eseguita da A Taste of Honey
  - Dance, Dance, Dance (Yowsah, Yowsah, Yowsah), scritta da Bernard Edwards, Kenny Lehman e Nile Rodgers, eseguita da Chic

### 1980
- 1980

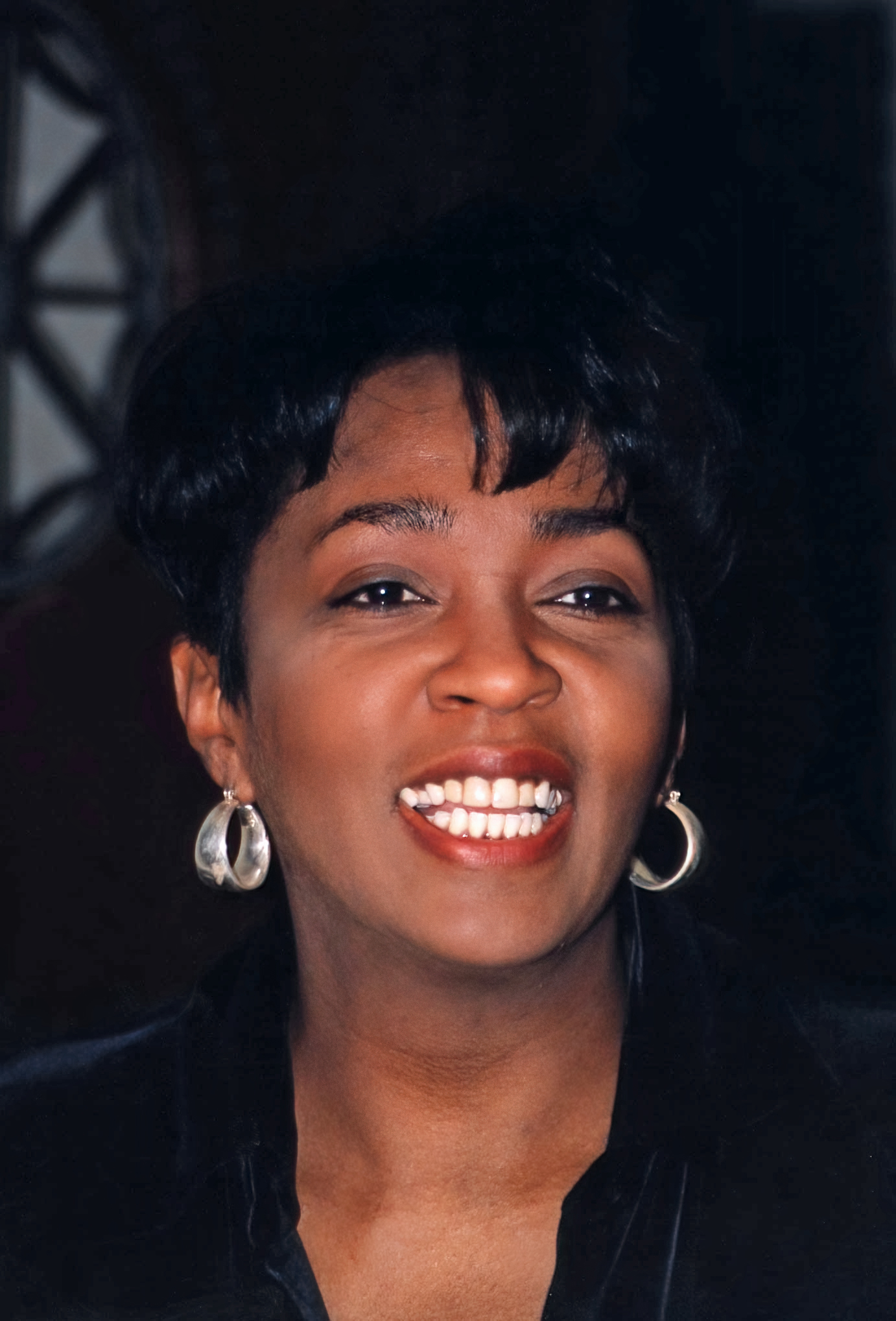
Anita Baker ha vinto 2 volte in questa categoria: nel 1987 e nel 1989.

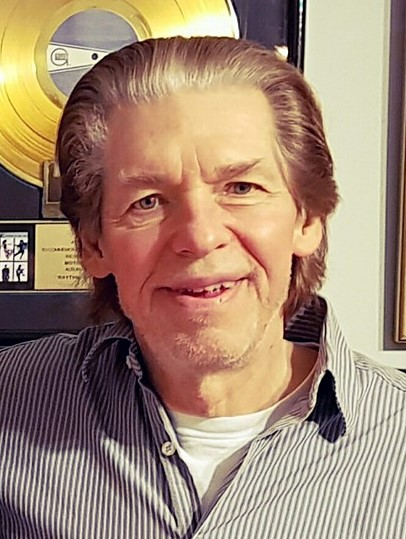
Jay Graydon ha vinto 2 volte in questa categoria.

  - After the Love Has Gone, scritta da David Foster, Jay Graydon e Bill Champlin, eseguita da Earth, Wind & Fire
  - Reunited, scritta da Dino Fekaris e Freddie Perren, eseguita da Peaches & Herb
  - Ain't No Stoppin' Us Now, scritta da Gene McFadden, John Whitehead eJerry Cohen, eseguita da McFadden & Whitehead
  - Deja Vu, scritta da Isaac Hayes ed Adrienne Anderson, eseguita da Dionne Warwick
  - We Are Family, scritta da Nile Rodgers e Bernard Edwards, eseguita da Sister Sledge
- 1981
  - Never Knew Love like This Before, scritta da Reggie Lucas e James Mtume, eseguita da Stephanie Mills
  - Upside Down, scritta da Nile Rodgers e Bernard Edwards, eseguita da Diana Ross
  - Let's Get Serious, scritta da Lee Garrett e Stevie Wonder, eseguita da Jermaine Jackson
  - Shining Star, scritta da Leo Graham e Paul Richmond, eseguita da The Manhattans
  - Give Me the Night, scritta da Rod Temperton, eseguita da George Benson
- 1982
  - Just the Two of Us, scritta da Bill Withers, William Salter e Ralph MacDonald, eseguita da Grover Washington, Jr. e Bill Withers
  - Ai No Corrida, scritta da Chas Jankel e Kenny Young, eseguita da Quincy Jones
  - Lady (You Bring Me Up), scritta da Harold Hudson, William King e Shirley King, eseguita da Commodores
  - She's a Bad Mama Jama, scritta da Leon Haywood, eseguita da Carl Carlton
  - When She Was My Girl, scritta da Marc Blatte e Larry Gottlieb, eseguita da Four Tops
- 1983
  - Turn Your Love Around, scritta da Jay Graydon, Steve Lukather e Bill Champlin, eseguita da George Benson
  - Sexual Healing, scritta da Marvin Gaye, Odell Brown e David Ritz, eseguita da Marvin Gaye
  - Let It Whip, scritta da Reggie Andrews e Leon "Ndugu" Chancler, eseguita da Dazz Band
  - That Girl, scritta ed eseguita da Stevie Wonder
  - Do I Do, scritta ed eseguita da Stevie Wonder
  - It's Gonna Take a Miracle, scritta da Teddy Randazzo, Bobby Weinstein, & Lou Staliman, eseguita da Deniece Williams
- 1984
  - Billie Jean, scritta ed eseguita da Michael Jackson
  - Electric Avenue, scritta ed eseguita da Eddy Grant
  - Ain't Nobody, scritta da Hawk Wolinski, eseguita da Rufus & Chaka Khan
  - PYT (Pretty Young Thing), scritta da James Ingram e Quincy Jones, eseguita da Michael Jackson
  - Wanna Be Startin' Somethin', scritta ed eseguita da Michael Jackson
- 1985
  - I Feel per You, scritta da Prince, eseguita da Chaka Khan
  - Dancing in the Sheets, scritta da Bill Wolfer e Dean Pitchford, eseguita da Shalamar
  - Yah Mo B There, scritta da James Ingram, Michael McDonald, Rod Temperton e Quincy Jones, eseguita da James Ingram e Michael McDonald
  - Caribbean Queen, scritta da Keith Diamond & Billy Ocean, eseguita da Billy Ocean
  - The Glamorous Life, scritta da Prince, eseguita da Sheila E.
- 1986
  - Freeway of Love, scritta da Jeffrey Cohen e Narada Michael Walden, eseguita da Aretha Franklin
  - Through the Fire, scritta da David Foster, Tom Keane e Cynthia Weil, eseguita da Chaka Khan
  - You Give Good Love, scritta da LaLa, eseguita da Whitney Houston
  - New Attitude, scritta da Sharon Robinson, Jon Gilutin e Bunny Hull, eseguita da Patti LaBelle
  - Nightshift, scritta da Walter Orange, Dennis Lambert e Franne Golde, eseguita da Commodores
- 1987
  - Sweet Love, scritta da Anita Baker, Louis A. Johnson e Gary Bias, eseguita da Anita Baker
  - Living in America, scritta da Dan Hartman e Charlie Midnight, eseguita da James Brown
  - What Have You Done For Me Lately, scritta da Jimmy Jam & Terry Lewis e Janet Jackson, eseguita da Janet Jackson
  - Give Me the Reason, scritta da Luther Vandross e Nat Adderley Jr., eseguita da Luther Vandross
  - Kiss, scritta ed eseguita da Prince & the Revolution
- 1988
  - Lean on Me, scritta da Bill Withers, eseguita dai Club Nouveau
  - Just to See Her, scritta da Jimmy George e Lou Pardini, eseguita da Smokey Robinson
  - U Got the Look, scritta da Prince, eseguita da Prince e Sheena Easton
  - Casanova, scritta da Reggie Calloway, eseguita da LeVert
  - Skeletons, scritta ed eseguita Stevie Wonder
- 1989
  - Giving You the Best That I Got, scritta da Anita Baker, Randu Holland e Skip Scarborough, eseguita da Anita Baker
  - Don't Be Cruel, scritta da Babyface, L.A. Reid e Daryl Simmons, eseguita da Bobby Brown
  - I'll Always Love You, scritta da Jimmy George, eseguita da Taylor Dayne
  - Just Got Paid, scritta da Johnny Kemp e Gene Griffin, eseguita da Johnny Kemp
  - Any Love, scritta da Luther Vandross e Marcus Miller, eseguita da Luther Vandross

### 1990
- 1990

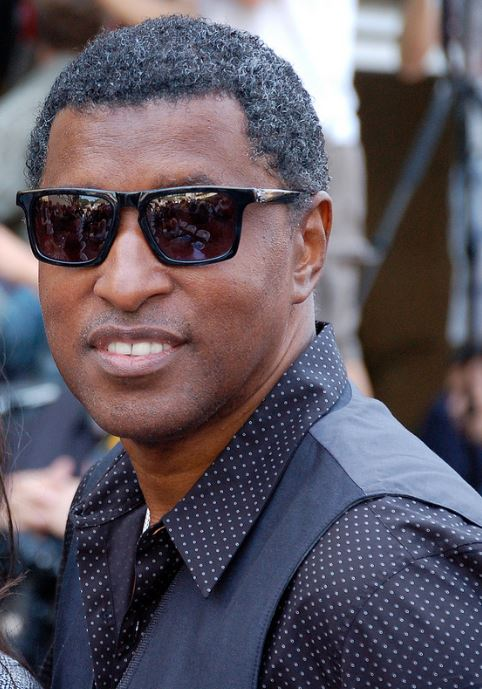
Babyface ha vinto 3 volte in questa categoria ed ha ricevuto un totale di 14 candidature, il maggior numero nella categoria.

  - If You Don't Know Me by Now, scritta da Kenny Gamble e Leon Huff, eseguita da Simply Red
  - When a Man Loves a Woman, scritta da Calvin Lewis ed Andrew Wright, eseguita da Joe Cocker
  - Miss You Much, scritta da Jimmy Jam & Terry Lewis, eseguita da Janet Jackson
  - Every Little Step, scritta da L.A. Reid e Babyface, eseguita da Bobby Brown
  - Superwoman, scritta da L.A. Reid, Babyface e Daryl Simmons, eseguita da Karyn White
- 1991
  - U Can't Touch This, scritta da MC Hammer, Rick James e Alonzo Miller, eseguita da MC Hammer
  - I'll Be Good to You, scritta da George Johnson, Louis Johnson e Sonora Sam, eseguita da Ray Charles e Chaka Khan
  - Alright, scritta da Janet Jackson, Jimmy Jam & Terry Lewis, eseguita da Janet Jackson
  - My, My, My, scritta da Babyface e Daryl Simmons, eseguita da Johnny Gill
  - Here and Now, scritta da Terry Steele e David L. Elliott, eseguita da Luther Vandross
- 1992
  - Power of Love/Love Power, scritta da Marcus Miller, Luther Vandross e Teddy Vann, eseguita da Luther Vandross
  - I'll Take You There, scritta da Alvertis Isbell, eseguita da BeBe e CeCe Winans ft. Mavis Staples
  - I Wanna Sex You Up, scritta da Dr. Freeze, eseguita da Color Me Badd
  - How Can I Ease the Pain, scritta da Narada Michael Walden e Lisa Fischer, eseguita da Lisa Fischer
  - Can You Stop the Rain, scritta da Walter Afanasieff e John Bettis, eseguita da Peabo Bryson
- 1993
  - End of the Road, scritta da Babyface, L.A. Reid e Daryl Simmons, eseguita da Boyz II Men
  - Ain't 2 Proud 2 Beg, scritta da Dallas Austin e Lisa Lopes, eseguita da TLC
  - I'll Be There, scritta da Hal Davis, Berry Gordy, Willie Hutch e Bob West, eseguita da Mariah Carey & Trey Lorenz
  - Jam, scritta da Michael Jackson, René Moore, Bruce Swedien e Teddy Riley, eseguita da Michael Jackson
  - My Lovin' (You're Never Gonna Get It), scritta da Thomas McElroy e Denzil Foster, eseguita da En Vogue
- 1994
  - That's the Way Love Goes, scritta da Janet Jackson, Jimmy Jam e Terry Lewis, eseguita da Janet Jackson
  - Can We Talk, scritta da Babyface e Daryl Simmons, eseguita da Tevin Campbell
  - Little Miracles (Happen Every Day), scritta da Luther Vandross e Marcus Miller, eseguita da Luther Vandross
  - Heaven Knows, scritta da Luther Vandross e Reed Vertelney, eseguita da Luther Vandross
  - Anniversary, scritta da Raphael Wiggins e Carl Wheeler, eseguita da Tony! Toni! Toné!
- 1995
  - I'll Make Love to You, scritta da Babyface, eseguita da Boyz II Men
  - When Can I See You, scritta ed eseguita da Babyface
  - You Mean the World to Me, scritta da Babyface, L.A. Reid e Daryl Simmons, eseguita da Toni Braxton
  - If That's Your Boyfriend (He Wasn't Last Night), scritta ed eseguita da Meshell Ndegeocello
  - Body and Soul, scritta da Rick Nowels ed Ellen Shipley, eseguita da Anita Baker
- 1996
  - For Your Love, scritta ed eseguita da Stevie Wonder
  - Red Light Special, scritta da Babyface, eseguita da TLC
  - You Can't Run, scritta da Babyface, eseguita da Vanessa L. Williams
  - Brown Sugar, scritta ed eseguita da D'Angelo
  - Creep, scritta da Dallas Austin, eseguita da TLC
- 1997
  - Exhale (Shoop Shoop), scritta da Babyface, eseguita da Whitney Houston
  - Sittin' Up in My Room, scritta da Babyface, eseguita da Brandy
  - You're Makin' Me High, scritta da Babyface, Toni Braxton e Bryce Wilson, eseguita da Toni Braxton
  - Your Secret Love, scritta ed eseguita da Luther Vandross
  - You Put a Move on My Heart, scritta da Rod Temperton, eseguita da Tamia
- 1998
  - I Believe I Can Fly, scritta ed eseguita da R. Kelly
  - No Diggity, scritta da Dr. Dre, Chauncey Hannibal, Teddy Riley, William Stewart, Lynise Walters, Richard Vick e Bill Withers, eseguita da Blackstreet ft. Dr. Dre e Queen Pen
  - On & On, scritta da Erykah Badu e Jaborn Jamal, eseguita da Erykah Badu
  - Stomp, scritta da Kirk Franklin, eseguita da God's Property ft. Kirk Franklin e Salt
  - Honey, scritta da Mariah Carey, Puff Daddy, Stevie J, Q-Tip, Bobby Robinson, Stephen Hague, Ronald Larkins, Malcolm McLaren e Larry Price, eseguita da Mariah Carey
- 1999
  - Doo Wop (That Thing), scritta ed eseguita da Lauryn Hill
  - The Boy is Mine, scritta da Brandy, LaShawn Daniels, Fred Jerkins III, Darkchild e Japhe Tejeda, eseguita da Brandy & Monica
  - Lean On Me, scritta da Kirk Franklin, eseguita da Kirk Franklin con Mary J. Blige, R. Kelly, Bono, Crystal Lewis & the Family
  - A Rose Is Still a Rose, scritta da Lauryn Hill, eseguita da Aretha Franklin
  - All My Life, scritta da Rory Bennett e JoJo Hailey, eseguita da K-Ci & JoJo

### 2000
- 2000

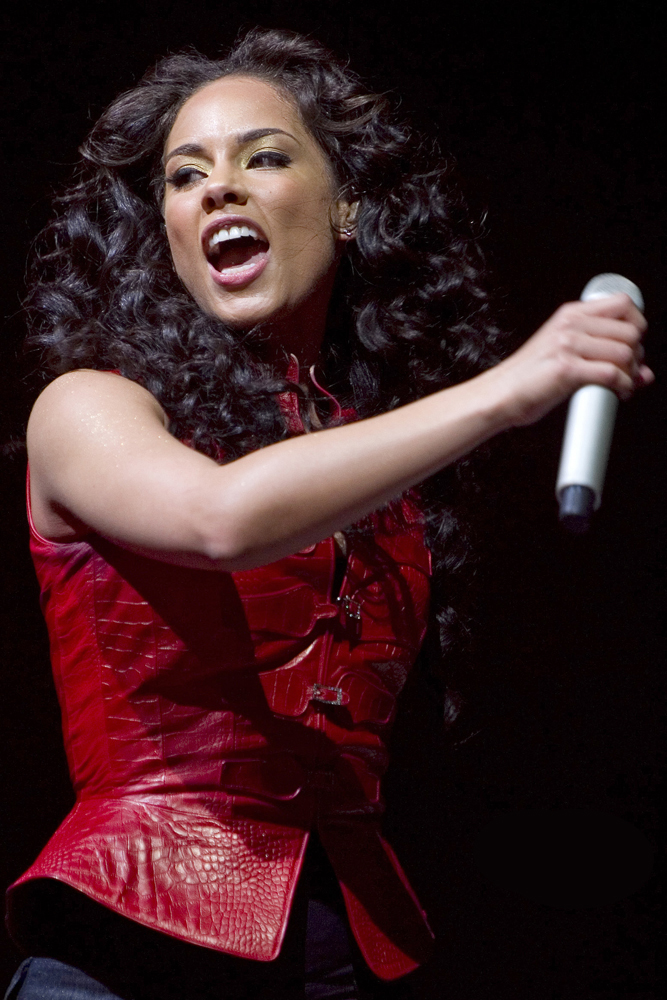
Alicia Keys ha vinto 3 volte in questa categoria.

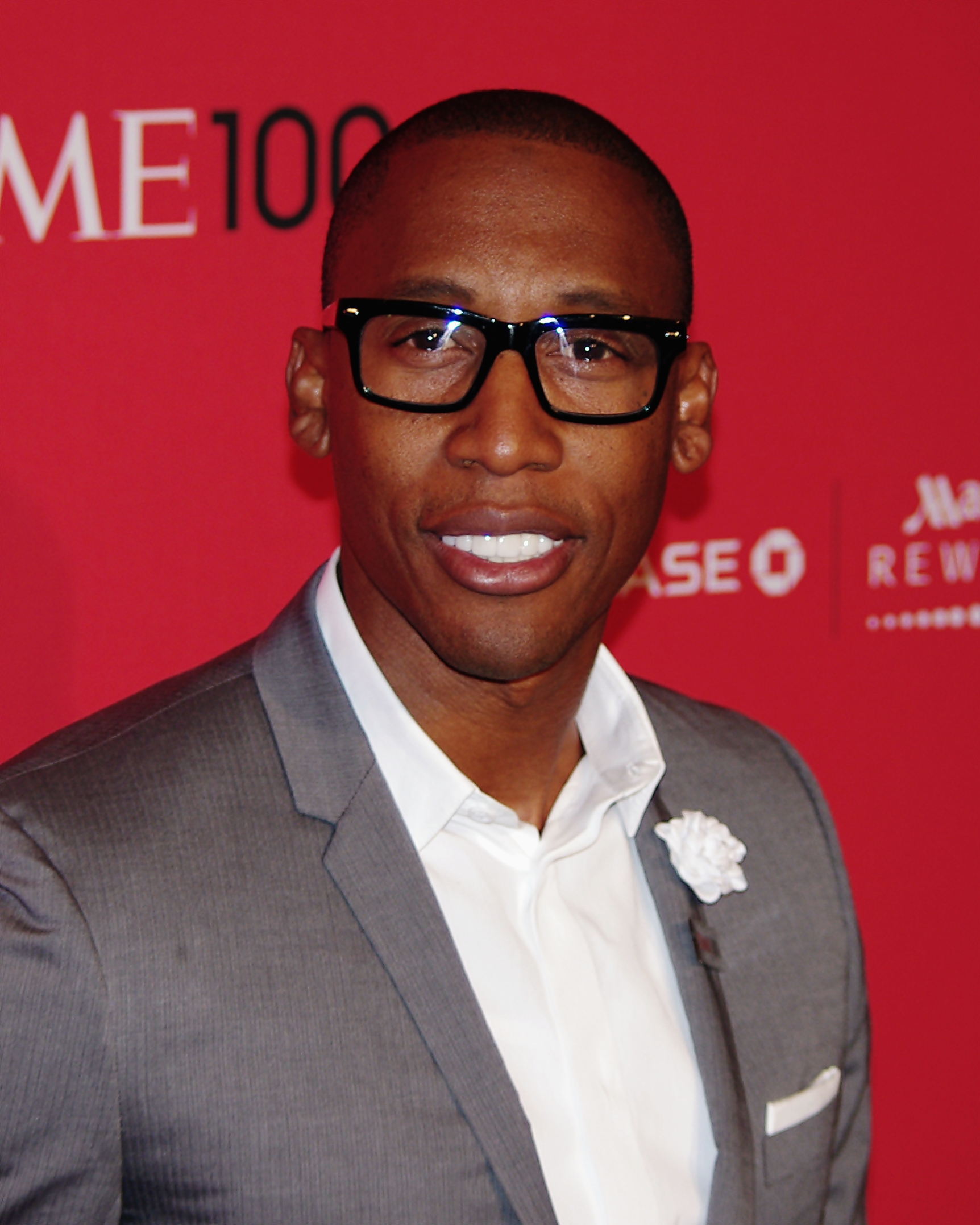
Raphael Saadiq ha vinto 2 volte in questa categoria.

  - No Scrubs, scritta da Kevin Briggs, Kandi Burruss e Tameka Cottle, eseguita da TLC
  - All That I Can Say, scritta da Lauryn Hill, eseguita da Mary J. Blige
  - Bills, Bills, Bills, scritta da Kevin Briggs, Kandi Burruss, Beyoncé, LeToya Luckett, LaTavia Roberson e Kelly Rowland, eseguita da Destiny's Child
  - Heartbreak Hotel, scritta da K. Karlin, Tamara Savage e Carsten Schack, eseguita da Whitney Houston ft. Faith Evans e Kelly Price
  - It's Not Right but It's Okay, scritta da LaShawn Daniels, Toni Estes, Fred Jerkins III, Darkchild ed Isaac Phillips, eseguita da Whitney Houston
- 2001
  - Say My Name, scritta da LaShawn Daniels, Fred Jerkins III, Darkchild, Beyoncé, LeToya Luckett, LaTavia Roberson e Kelly Rowland, eseguita da Destiny's Child
  - Bag Lady, scritta ed eseguita da Erykah Badu
  - He Wasn't Man Enough, scritta da LaShawn Daniels, Fred Jerkins III, Darkchild e Harvey Mason Jr., eseguita da Toni Braxton
  - Thong Song, scritta da Mark Andrews, Tim Kelley e Bob Robinson, eseguita da Sisqó
  - Untitled (How Does It Feel), scritta da D'Angelo e Raphael Saadiq, eseguita da D'Angelo
- 2002
  - Fallin', scritta ed eseguita da Alicia Keys
  - Didn't Cha Know?, scritta ed eseguita da Erykah Badu
  - Get Ur Freak On, scritta da Missy Elliott e T. Mosley, eseguita da Missy Elliott
  - Hit 'em Up Style (Oops!), scritta da Dallas Austin, eseguita da Blu Cantrell
  - Love of My Life, scritta ed eseguita da Brian McKnight
  - Video, scritta da India.Arie, Carlos "Six July" Broady e Shannon Sanders, eseguita da India.Arie
- 2003
  - Love of My Life (An Ode to Hip Hop), scritta da Erykah Badu, Madukwu Chinwah, Common, Robert Ozuna, James Poyser, Raphael Saadiq e Glen Standridge, eseguita da Erykah Badu e Common
  - Be Here, scritta da D'Angelo, Bobby Ozuna, Raphael Saadiq e Glenn Standridge, eseguita da Raphael Saadiq ft. D'Angelo
  - Floetic, scritta da Marsha Ambrosius, Darren "Limitless" Henson, Keith "Keshon" Pelzer e Natalie Stewart, eseguita da Floetry
  - Good Man, scritta da Will Baker, Andrew Ramsey, Shannon Sanders ed India.Arie, eseguita da India.Arie
  - Take a Message, scritta ed eseguita da Remy Shand
- 2004
  - Crazy in Love, scritta da Beyoncé, Rich Harrison e Jay-Z, eseguita da Beyoncé e Jay-Z
  - Comin' from Where I'm From, scritta da Mark Batson ed Anthony Hamilton, eseguita da Anthony Hamilton
  - Dance with My Father, scritta da Richard Marx e Luther Vandross, eseguita da Luther Vandross
  - Danger, scritta da Erykah Badu, J. Poyser, B.R. Smith e R.C. Williams, eseguita da Erykah Badu
  - Rock wit U (Awww Baby), scritta da A. Douglas, I. Lorenzo ed A. Parker, eseguita da Ashanti
- 2005
  - You Don't Know My Name, scritta da Alicia Keys, Harold Lilly e Kanye West, eseguita da Alicia Keys
  - Burn, scritta da Bryan-Michael Cox, Jermaine Dupri ed Usher, eseguita da Usher
  - Call My Name, scritta ed eseguita da Prince
  - My Boo, scritta da Jermaine Dupri, Alicia Keys, Usher, Manuel Seal ed Adonis Shropshire, eseguita da Usher & Alicia Keys
  - Yeah!, scritta da Ludacris, Sean Garrett, LaMarquis Jefferson, Robert McDowell, LRoc, Lil Jon e J. Que, eseguita da Usher ft. Lil Jon e Ludacris
- 2006
  - We Belong Together, scritta da Mariah Carey, Jermaine Dupri, Manuel Seal e Johntá Austin, eseguita da Mariah Carey
  - Cater 2 U, scritta da Darkchild, Beyoncé, Ricky Lewis, Kelly Rowland, Robert Waller e Michelle Williams, eseguita da Destiny's Child
  - Free Yourself, scritta da Craig Brockman, Missy Elliott e Nisan Stewart, eseguita da Fantasia
  - Ordinary People, scritta da will.i.am e John Legend, eseguita da John Legend
  - Unbreakable, scritta da Garry Glenn, Alicia Keys, Harold Lily e Kanye West, eseguita da Alicia Keys
- 2007
  - Be Without You, scritta da Johntá Austin, Mary J. Blige, Bryan-Michael Cox e Jason Perry, eseguita da Mary J. Blige
  - Black Sweat, scritta ed eseguita da Prince
  - Déjà Vu, scritta da Jay-Z, Darkchild, Beyoncé, Makeba, Keli Nicole Price e Delisha Thomas, eseguita da Beyoncé ft. Jay Z
  - Don't Forget About Us, scritta da Johntá Austin, Mariah Carey, Bryan-Michael Cox e Jermaine Dupri, eseguita da Mariah Carey
  - I Am Not My Hair, scritta da Drew Ramsey, Shannon Sanders ed India.Arie, eseguita da India.Arie
- 2008
  - No One, scritta da Alicia Keys, Kerry Brothers Jr. e Dirty Harry, eseguita da Alicia Keys
  - Beautiful Flower, scritta da India.Arie e Joyce Simpson, eseguita da India.Arie
  - Hate That I Love You, scritta da M.S. Eriksen, T.E. Hermansen e Ne-Yo, eseguita da Rihanna ft. Ne-Yo
  - Teachme, scritta da Ivan Barias, Adam W. Blackstone, Randall C. Bowland, Carvin Haggins, Johnnie Smith II e Corey Latif Williams, eseguita da Musiq Soulchild
  - When I See U, scritta da Louis Biancaniello, Waynne Nugent, Erika Nuri, Kevin Risto, Janet Swel e Sam Watters, eseguita da Fantasia
- 2009
  - Miss Independent, scritta da M.S. Eriksen, T.E. Hermansen e Ne-Yo, eseguita da Ne-Yo
  - Bust Your Windows, scritta da Salaam Remi e Jazmine Sullivan, eseguita da Jazmine Sullivan
  - Customer, scritta da I. Barias, Raheem DeVaughn, C. Haggins, K. Oliver e J. Smith, eseguita da Raheem DeVaughn
  - Heaven Sent, scritta da Keyshia Cole, Jason Farmer ed Alex Francis, eseguita da Keyshia Cole
  - Spotlight, scritta da M.S. Eriksen, T.E. Hermansen e Ne-Yo, eseguita da Jennifer Hudson

### 2010
- 2010[1]

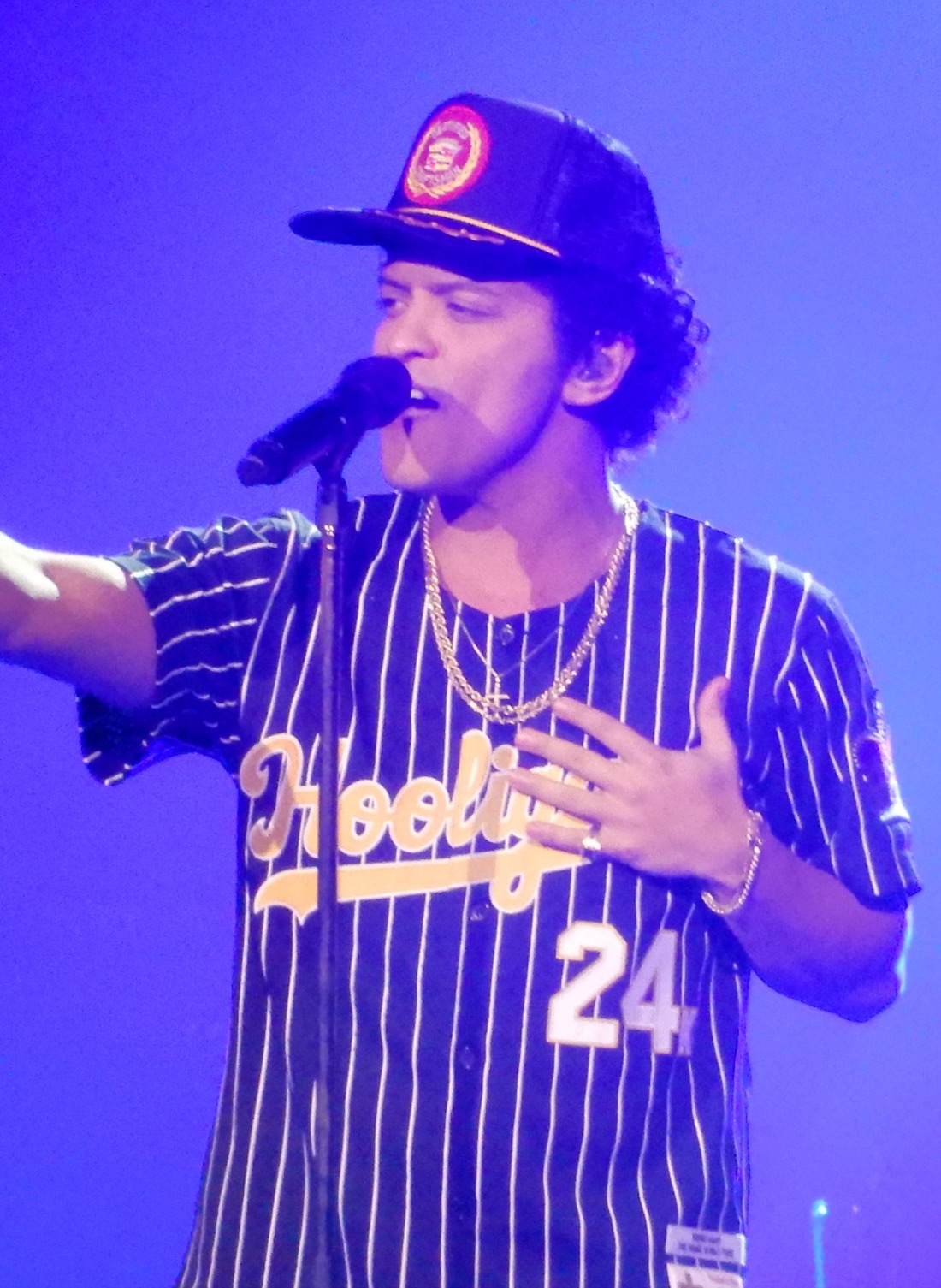
Bruno Mars ha vinto 2 volte in questa categoria: nel 2018 e nel 2022.

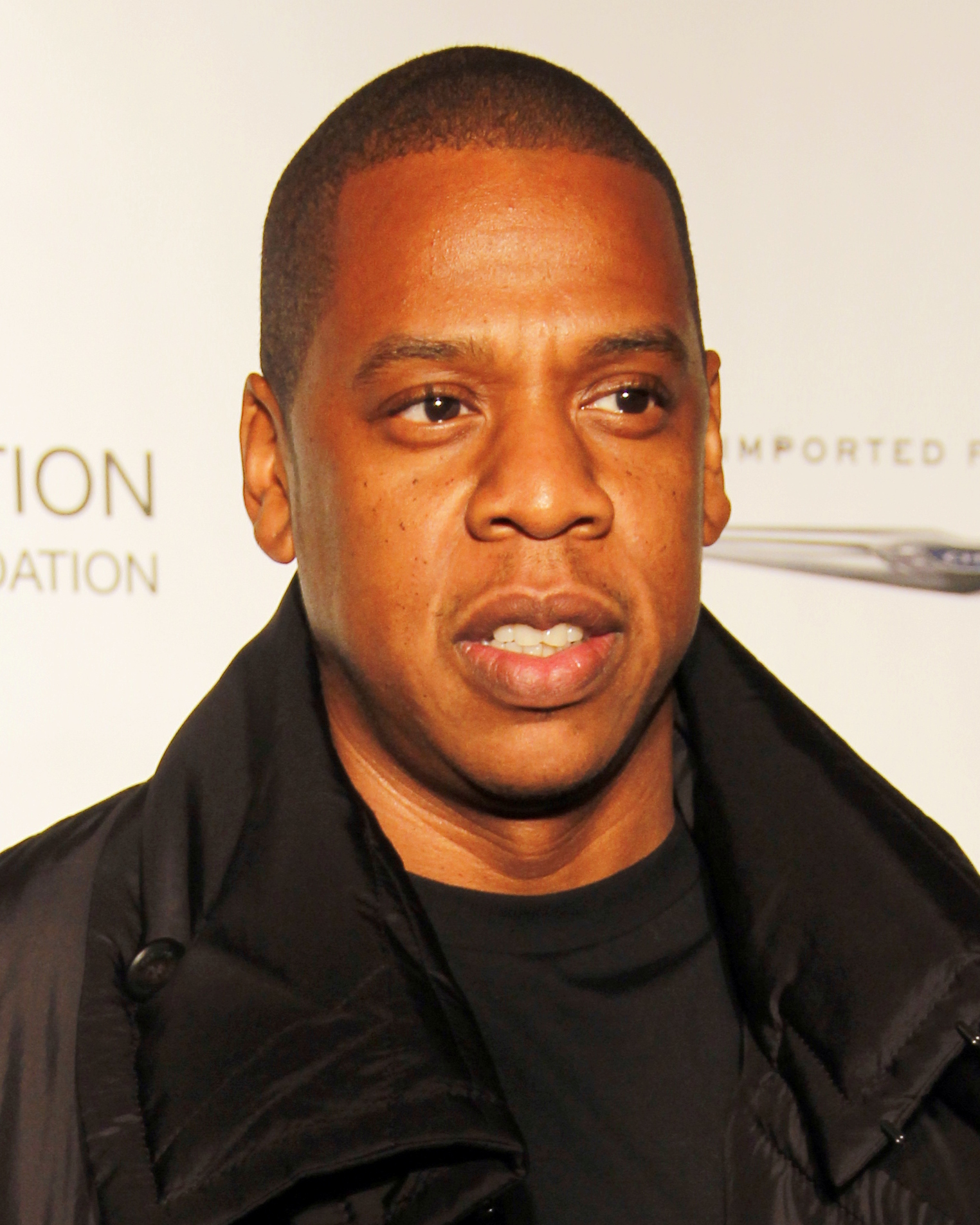
Jay-Z ha vinto due volte in collaborazione con Beyoncé sia nel 2004 e che nel 2015.

  - Single Ladies (Put a Ring on It), scritta da Taddis Harrell, Beyoncé, Terius Nash e Christopher Stewart, eseguita da Beyoncé
  - Blame It, scritta da James T. Brown, John Conte Jr., Jamie Foxx, Christopher Henderson, Brandon R. Melanchon, Breyon Prescott, T-Pain e Nathan L. Walker, eseguita da Jamie Foxx ft. T-Pain
  - Lions, Tigers & Bears, scritta da Salaam Remi e Jazmine Sullivan, eseguita da Jazmine Sullivan
  - Pretty Wings, scritta da Hod David e Maxwell, eseguita da Maxwell
  - Under, scritta da Tank, L. Bereal, Pleasure P, A. Dixon, J. Franklin, T. Jones, R. New e K. Stephens, eseguita da Pleasure P
- 2011[2]
  - Shine, scritta da John Legend, eseguita da John Legend & The Roots
  - Bittersweet, scritta da Charles Harmon & Claude Kelly, eseguita da Fantasia
  - Finding My Way Back, scritta da Ivan "Orthodox" Barias, Curt Chambers, Carvin "Ransum" Haggins, Jaheim e Miquel Jontel, eseguita da Jaheim
  - Second Chance, scritta da Eldra DeBarge e Mischke, eseguita da El DeBarge
  - Why Would You Stay, scritta ed eseguita da Kem
- 2012[3]
  - Fool for You, scritta da Cee Lo Green, Melanie Fiona e Jack Splash, eseguita da Cee Lo Green ft. Melanie Fiona
  - Far Away, scritta da Marsha Ambrosius, Sterling Simms e Justin Smith, eseguita da Marsha Ambrosius
  - Not My Daddy, scritta da Kelly Price, eseguita da Kelly Price ft. Stokley
  - Pieces of Me, scritta da Charles Harmon, Claude Kelly e Ledisi, eseguita da Ledisi
  - You Are, scritta da Dennis Bettis, Carl M. Days Jr., Wirlie Morris, Charlie Wilson e Mahin Wilson, eseguita da Charlie Wilson
- 2013[3]
  - Adorn, scritta ed eseguita da Miguel
  - Beautiful Surprise, scritta da Tamia, Claude Kelly e Salaam Remi, eseguita da Tamia
  - Heart Attack, scritta da Benny Blanco, Rico Love e Trey Songz, eseguita da Trey Songz
  - Pray for Me, scritta da Antonio Dixon, Babyface, Anthony Hamilton e Patrick M. Smith, eseguita da Anthony Hamilton
  - Refill, scritta da Darhyl "DJ" Camper, Elle Varner ed Andrew "Pop" Wansel, eseguita da Elle Varner
- 2014[4]
  - Pusher Love Girl, scritta da James Fauntleroy, Jerome Harmon, Timbaland e Justin Timberlake, eseguita da Justin Timberlake
  - Best of Me, scritta da Anthony Hamilton e Jairus Mozee, eseguita da Anthony Hamilton
  - Love & War, scritta da Tamar Braxton, Darhyl Camper Jr., LaShawn Daniels e Makeba Riddick, eseguita da Tamar Braxton
  - Only One, scritta da PJ Morton, eseguita da PJ Morton e Stevie Wonder
  - Without Me, scritta da Fantasia, Missy Elliott, Al Sherrod Lambert, Harmony Samuels e Kyle Stewart, eseguita da Fantasia ft. Kelly Rowland & Missy Elliott
- 2015[5]
  - Drunk in Love, scritta da Jay-Z, Rasool Diaz, Noel Fisher, Jerome Harmon, Beyoncé, Timothy Mosley, Andre Eric Protor e Brian Soto , eseguita da Beyoncé e Jay-Z
  - Good Kisser, scritta da Ronald "Flippa" Colson, Warren "Oak" Felder, Usher, Jameel Roberts, Terry "Tru" Sneed, & Andrew "Pop" Wansel, eseguita da Usher
  - New Flame, scritta da Eric Belinger, Chris Brown, James Chambers, Malissa Hunter, Justin Booth Johnson, Mark Pitts, Usher, Rick Ross, Verse Simmonds e Keith Thomas, eseguita da Chris Brown ft. Usher e Rick Ross
  - Options (Wolfjames Version), scritta da Dominic Gordon, Brandon Hesson e Jamaica "Kahn-Cept" Smith, eseguita da Luke James ft. Rick Ross
  - The Worst, scritta ed eseguita da Jhené Aiko
- 2016[6]
  - Really Love, scritta da D'Angelo, Gina Figueroa e Kendra Foster, eseguita da D'Angelo and The Vanguard
  - Coffee, scritta da Brook Davis e Miguel, eseguita da Miguel
  - Earned It, scritta da Belly, Stephan Moccio, DaHeala e The Weeknd, eseguita da The Weeknd
  - Let It Burn, scritta da Babyface, Jazmine Sullivan, & Dwane M. Weir II, eseguita da Jazmine Sullivan
  - Shame, scritta da Warryn Campbell, Tyrese e DJ Rogers Jr., eseguita da Tyrese
- 2017
  - Lake by the Ocean, scritta da Hod David e Musze, eseguita da Maxwell
  - Come and See Me, scritta da PartyNextDoor, 40 e Drake, eseguita da PartyNextDoor ft. Drake
  - Exchange, scritta da Bryson Tiller, Michael Hernandez e Michael Johnson, eseguita da Bryson Tiller
  - Kiss It Better, scritta da Jeff Bhasker, Robyn Fenty, John Glass e Teddy Sinclair, eseguita da Rihanna
  - Luv, scritta da Cashmere Cat, Benny Blanco e Tory Lanez, eseguita da Tory Lanez
- 2018
  - That's What I Like, scritta da Christopher Brody Brown, James Fauntleroy, Philip Lawrence, Bruno Mars, Ray Charles McCullough II, Jeremy Reeves, Ray Romulus e Jonathan Yip, eseguita da Bruno Mars
  - First Began, scritta ed eseguita da PJ Morton
  - Location, scritta da Alfredo Gonzalez, Olatunji Ige, Samuel David Jiminez, Christopher McClenney, Khalid e Joshua Scruggs, eseguita da Khalid
  - Redbone, scritta da Childish Gambino e Ludwig Göransson, eseguita da Childish Gambino
  - Supermodel, scritta da Tyran Donaldson, Terrence Henderson, Greg Landfair Jr., SZA e Pharrell Williams, eseguita da SZA
- 2019
  - Boo'd Up, scritta da Larrance Dopson, Joelle James, Ella Mai e Mustard, eseguita da Ella Mai
  - Come Through and Chill, scritta da J. Cole, Miguel e Salaam Remi, eseguita da Miguel featuring J. Cole e Salaam Remi
  - Feels Like Summer, scritta da Childish Gambino e Ludwig Göransson, eseguita da Childish Gambino
  - Focus, scritta da Darhyl Camper Jr., H.E.R. e Justin Love, eseguita da H.E.R.
  - Long as I Live, scritta da Paul Boutin, Toni Braxton ed Antonio Dixon, eseguita da Toni Braxton

### 2020
- 2020[7]

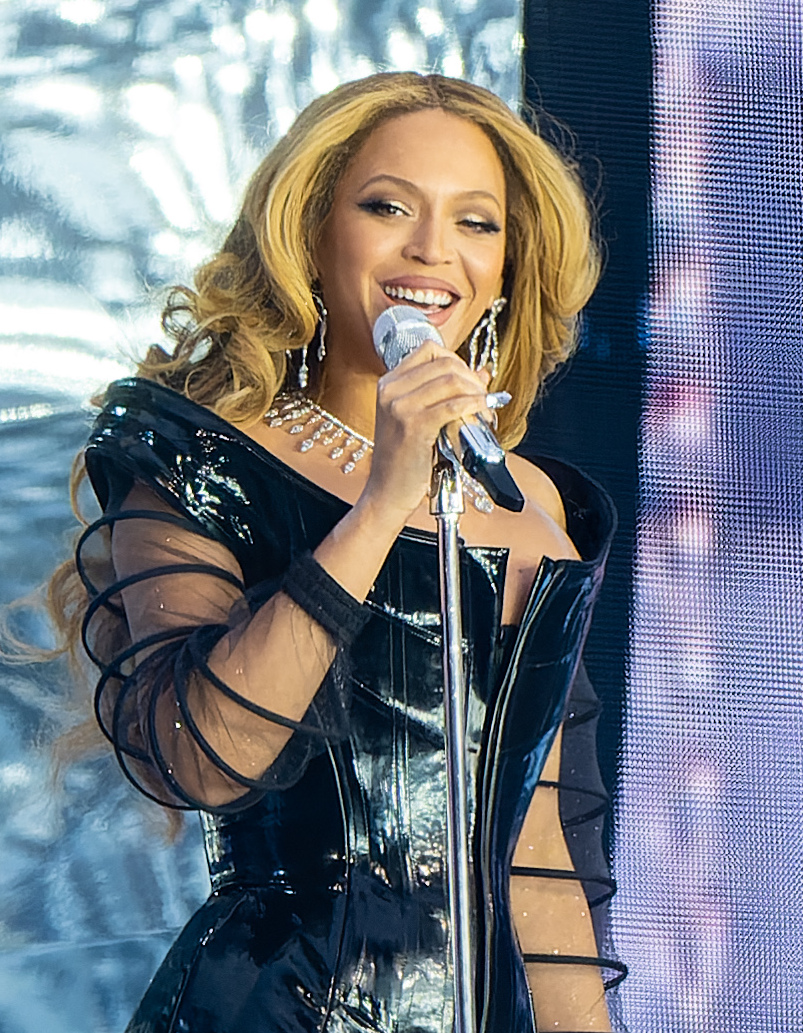
Beyoncé ha vinto 5 volte in questa categoria su nove candidature, divenendo l'artista con più vittorie.

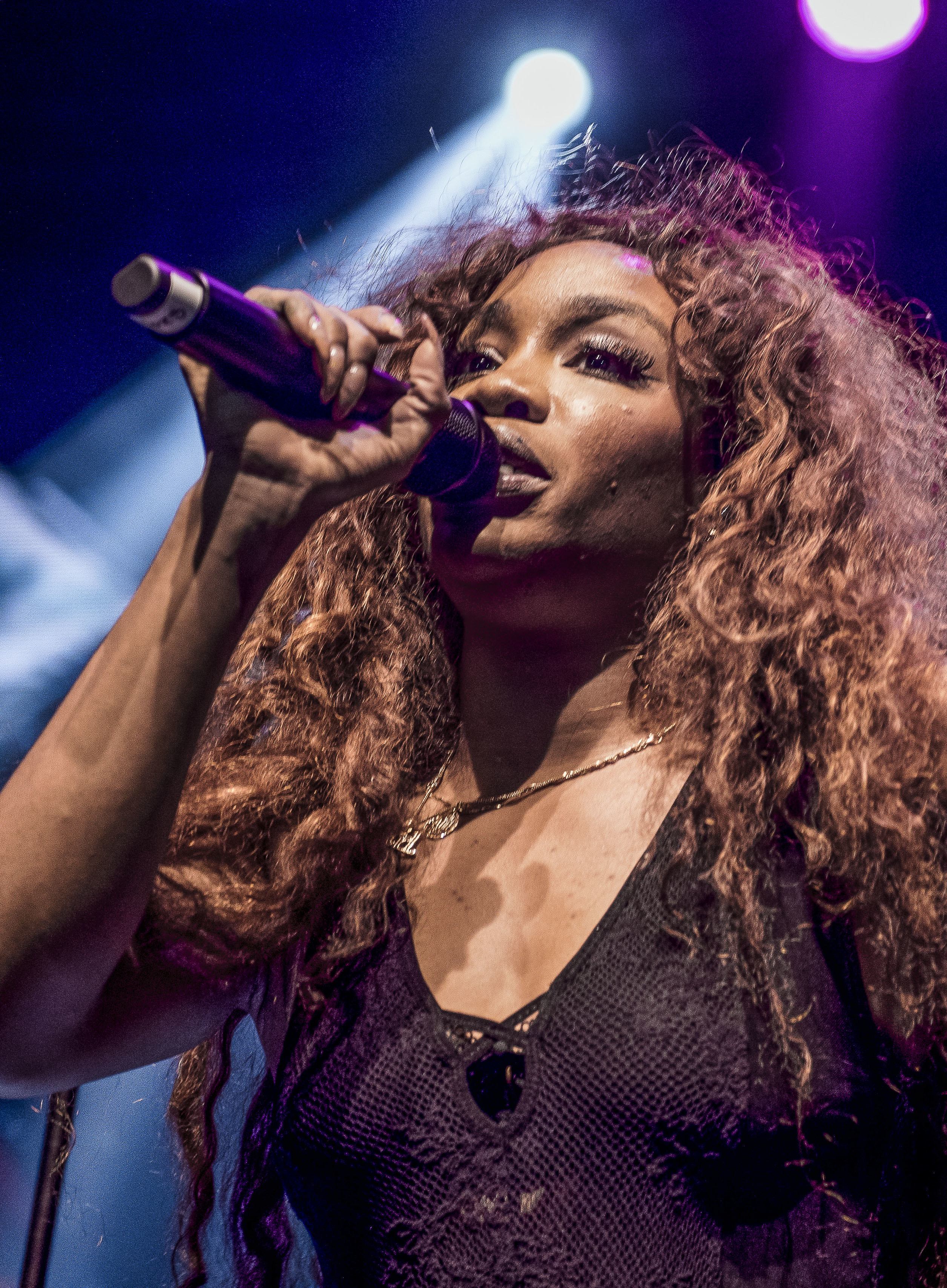
SZA ha vinto 2 volte in questa categoria: nel 2024 e nel 2025.

  - Say So, scritta da PJ Morton, eseguita da PJ Morton ft. JoJo
  - Could've Been, scritta da Dernst Emile II, David "Swagg R’Celious" Harris, H.E.R. e Hue "Soundzfire" Strother, eseguita da H.E.R. featuring Bryson Tiller
  - Look at Me Now, scritta da Emily King e Jeremy Most, eseguita da Emily King
  - No Guidance, scritta da Chris Brown, Tyler James Bryant, Nija Charles, Drake, Anderson Hernandez, Michee Patrick Lebrun, Joshua Lewis, 40 e Teddy Walton, eseguita da Chris Brown ft. Drake
  - Roll Some Mo, scritta da Lucky Daye, D'Mile e Peter Lee Johnson, eseguita da Lucky Daye
- 2021[8]
  - Better Than I Imagined, scritta da Robert Glasper, Meshell Ndegeocello e H.E.R., eseguita da Robert Glasper ft. H.E.R. e Meshell Ndegeocello
  - Black Parade, scritta da Denisia Andrews, Beyoncé, Stephen Bray, Jay-Z, Brittany Coney, Derek Dixie, Akil King, Kim "Kaydence" Krysiuk & Rickie "Caso" Tice, eseguita da Beyoncé
  - Collide, scritta da Sam Barsh, Stacy Barthe, Sonyae Elise, Olu Fann, Akil King, Josh Lopez, Kaveh Rastegar & Benedetto Rotondi, eseguita da Tiana Major9 & EarthGang
  - Do It, scritta da Chloe e Halle Bailey, Anton Kuhl, Scott Storch, Victoria Monét & Vincent van den Ende, eseguita da Chloe x Halle
  - Slow Down, scritta da Nasri Atweh, Badriia Bourelly, Skip Marley, Ryan Williamson e H.E.R., eseguita da Skip Marley & H.E.R.
- 2022[9]
  - Leave the Door Open, scritta da Anderson Paak, Christopher Brody Brown, D'Mile e Bruno Mars, eseguita da Silk Sonic
  - Damage, scritta da Ant Clemons, Jeff Gitelman, H.E.R., Cardiak e Tiara Thomas, eseguita da H.E.R.
  - Good Days, scritta da Jacob Collier, Carter Lang, Carlos Munoz, SZA e Christopher Ruelas, eseguita da SZA
  - Heartbreak Anniversary, scritta da Giveon, Maneesh, Sevn Thomas e Varren Wade, eseguita da Giveon
  - Pick Up Your Feelings, scritta da Denisia "Blue June" Andrews, Audra Mae Butts, Kyle Coleman, Brittany "Chi" Coney, Michael Holmes e Jazmine Sullivan, eseguita da Jazmine Sullivan
- 2023[10]
  - Cuff It, scritta da Denisia Blu June Andrews, Beyoncé, Brittany Chi Coney, The-Dream, Morten Ristorp, Nile Rodgers e Raphael Saadiq, eseguita da Beyoncé
  - Good Morning Gorgeous, scritta da Mary J. Blige, Lucky Daye, D'Mile, H.E.R. e Tiara Thomas, eseguita da Mary J. Blige
  - Hrs & Hrs, scritta da Hamadi Zaabi, Dylan Graham, Muni Long, Thaddis "Kuk" Harrell, Brandon John-Baptiste, Isaac Wriston e Justin Nathaniel Zim, eseguita da Muni Long
  - Hurt Me So Good, scritta da Akeel Henry, Michael Holmes, Luca Mauti, Jazmine Sullivan e Elliott Trent, eseguita da Jazmine Sullivan
  - Please Don't Walk Away, scritta ed eseguita da PJ Morton
- 2024[11][12][13]
  - Snooze, scritta da Babyface, Blair Ferguson, Khris Riddick-Tynes, SZA e Leon Thomas III, eseguita da SZA
  - Back to Love, scritta da SiR, Robert Glasper e Alex Isley, eseguita da Robert Glasper ft. SiR e Alex Isley
  - Angel, scritta da Halle Bailey, Theron Feemster e Coleridge Tillman, eseguita da Halle Bailey
  - ICU, scritta da Darhyl Camper Jr., Coco Jones, Raymond Komba e Roy Keisha Rockette, eseguita da Coco Jones
  - On My Mama, scritta da D'Mile, Jeff Gitelman, Victoria Monét, Kyla Moscovich, Jamil Pierre e Charles Williams, eseguita da Victoria Monét
- 2025[14][15]
  - Saturn – Rob Bisel, Carter Lang, Solána Rowe, Jared Solomon e Scott Zhang, autori (SZA)
  - After Hours – Diovanna Frazier, Alex Goldblatt, Kehlani Parrish, Khris Riddick-Tynes e Daniel Upchurch, autori (Kehlani)
  - Burning – Ronald Banful e Temilade Openiyi, autori (Tems)
  - Here We Go (Uh Oh) – Sara Diamond, Sydney Floyd, Marisela Jackson, Courtney Jones, Carl McCormick e Kelvin Wooten, autori (Coco Jones)
  - Ruined Me – Jeff Gitelman, Priscilla Renea e Kevin Theodore, autori (Muni Long)